# 青谷町 (神戸市)
青谷町（あおたにちょう）は、神戸市灘区の町名。同区西北部にある王子公園の北部から中央区との境まで西郷川を東限とする三角形の区域である。
北は城の下通、東は上野通、南東は赤坂通、南は王子町、南西は中央区籠池通、西は中央区中島通、北東は中央区神仙寺通。
令和2年国勢調査（2020年10月1日）における世帯数は623、人口1,193で内男性512人・女性681人。

## 歴史
摩耶山麓の風光明媚な地で、摩耶山への参拝道にあたる。旧原田・上野両村共有の草山で青ヶ谷と呼ばれて、西郷川上流の青谷川が流れよく茂った川に青く澄んだ水が流れていた。
大正3年（1914年）に原田村の松本寅之介が温泉場を作り保養地として賑わい、翌年末、高与次郎が神戸乗馬クラブを設立した（昭和53年厩舎全焼）。
大正時代に造成された青谷遊園地には温泉のほか貸しボートもあり、桜の名所としても親しまれたが、その後住宅地となった。
1938年（昭和13年）7月5日、 阪神大水害により青谷川が氾濫。住宅地に大きな被害が出た。

## 施設
- 神戸市立王子スポーツセンター
- 旧ハンター住宅
- 青谷愛児園
- 松蔭高等学校
- 神戸海星女子学院高等学校
- 清光山教福寺
- 神戸龍谷中学校（青谷学舎）

## 参考資料
- 神戸史学会 編『新 神戸の町名』神戸新聞総合出版センター、1996年。ISBN 978-4875212041。